# 劉興欽
劉興欽（1934年4月13日—），小名阿欽，出生於新竹縣橫山鄉大山背，台灣漫畫家、發明家，其代表作品為《阿三哥與大嬸婆》、《機器人與阿金》系列。

## 生平
1934年，劉興欽於今新竹縣橫山鄉豐鄉村出生，有一位哥哥四位姐姐和四位妹妹。1950年就讀台北師範學校藝術科，畢業後任教於台北市永樂國民小學。1954年開始畫漫畫，其正式投入漫畫是擔任北市永樂國小教師期間。
早期受到《臺灣新生報》副總編輯童尚經提拔。1955年因參加《中央日報》舉辦的『第一屆反共美展』，因緣認識當時最有力的「軍系漫畫家」之一梁中銘，劉興欽問是否可稱之為「老師」並到其府上拜訪請益，獲梁中銘首肯；當週週日，劉興欽便騎腳踏車到木柵的梁家，開始接受梁中銘的指導。梁中銘傳道，還請他吃牛肉麵。之後劉興欽總是提早到，有時梁中銘尚未起床，他就在外徘徊，時而能看到梁家千金梁秀中，留下很好的印象。為了感謝梁中銘，劉興欽一年三節都上梁家送禮，一直到梁家移民美國才停止。
1960年劉興欽與同事黃淑惠結婚，育有三女一男。1971年到1979年劉興欽從事發明，獲得國內專利140多項、國際專利43項。1962年漫畫審查制度公布，1965年9月起未領有漫畫審查執照者不得發售。1966年3月起，國立編譯館開始接受漫畫送審。在漫畫審查制度的壓制下，漫畫家們的作品因審查不過等諸多問題而放棄畫漫畫，至1970年代初，台灣漫畫已沉寂。1976年，日本盜版漫畫興起。1982年，以軍系漫畫家牛哥夫婦為首的「全國漫畫家聯誼會」不滿日本漫畫盛行，以「日本漫畫為色情漫畫」為由發起「漫畫清潔運動」，直接挑戰當時負責審查漫畫的國立編譯館。1982年10月，《聯合報》邀請牛哥夫婦與劉興欽，與負責漫畫審查整體事宜的國立編譯館編審江治華對談；面對牛哥夫婦與劉興欽，江治華「招架不住，冷氣房裡直冒汗，頻頻掏煙敬牛哥，又殷勤地點火」，姿態放得極低。
1991年劉興欽移民美國舊金山，在《北美世界日報》連載漫畫「大嬸婆在美國」，並於舊金山創立「大嬸婆創意學校」免費教導華人子弟學習母語，同時也致力於「台灣民俗紀錄」畫作，至今已經累積300多幅作品。2000年時，更以筆下的漫畫人物大嬸婆、機器人、阿三哥等，協助沒落已久的新竹縣內灣村打造形象商圈與富有特色的商店街，並讓極富特色的台灣鐵路管理局內灣線能保存下來繼續行駛，同時更為當地創造了無數商機與就業機會，在當地設有家喻戶曉的內灣地標「劉興欽漫畫暨發明展覽館」。
2013年，劉興欽曾在訪談中提及，在40年前曾看過鄰居狂犬病發作，把驚悚經歷畫成漫畫的經歷。2013年8月3日，劉興欽於《中國時報》的專訪中說：「我認為，漫畫家要肩負起社會責任。因此，我的作品中始終與教育緊密相連，遠離色情暴力，不背離道德；我也讀科學工具書，豐富漫畫中的知識。」
2016年，新竹縣政府邀請劉興欽畫牛，用「牛」來比喻父親的辛苦，創作父親節賀禮送給新竹縣今年的模範父親們
2017年3月21日，新竹縣政府於橫山鄉內灣國民小學設立的「劉興欽漫畫教育館」由劉興欽與新竹縣長邱鏡淳共同揭牌。
2017年，劉興欽為lamigo桃猿畫「漫談寶島」。

## 學歷
- 美國聯合大學（日语：Union_University）榮譽藝術博士
- 臺灣省立臺北師範專科學校（今國立臺北教育大學）

## 經歷
- 台北市永樂國民小學教師
- 海岳國際有限公司董事長
- 輔仁大學副教授
- 中華民國漫畫協會常務理事
- 台灣省發明人協會常務理事
- 中華民國國際發明得獎人協會理事

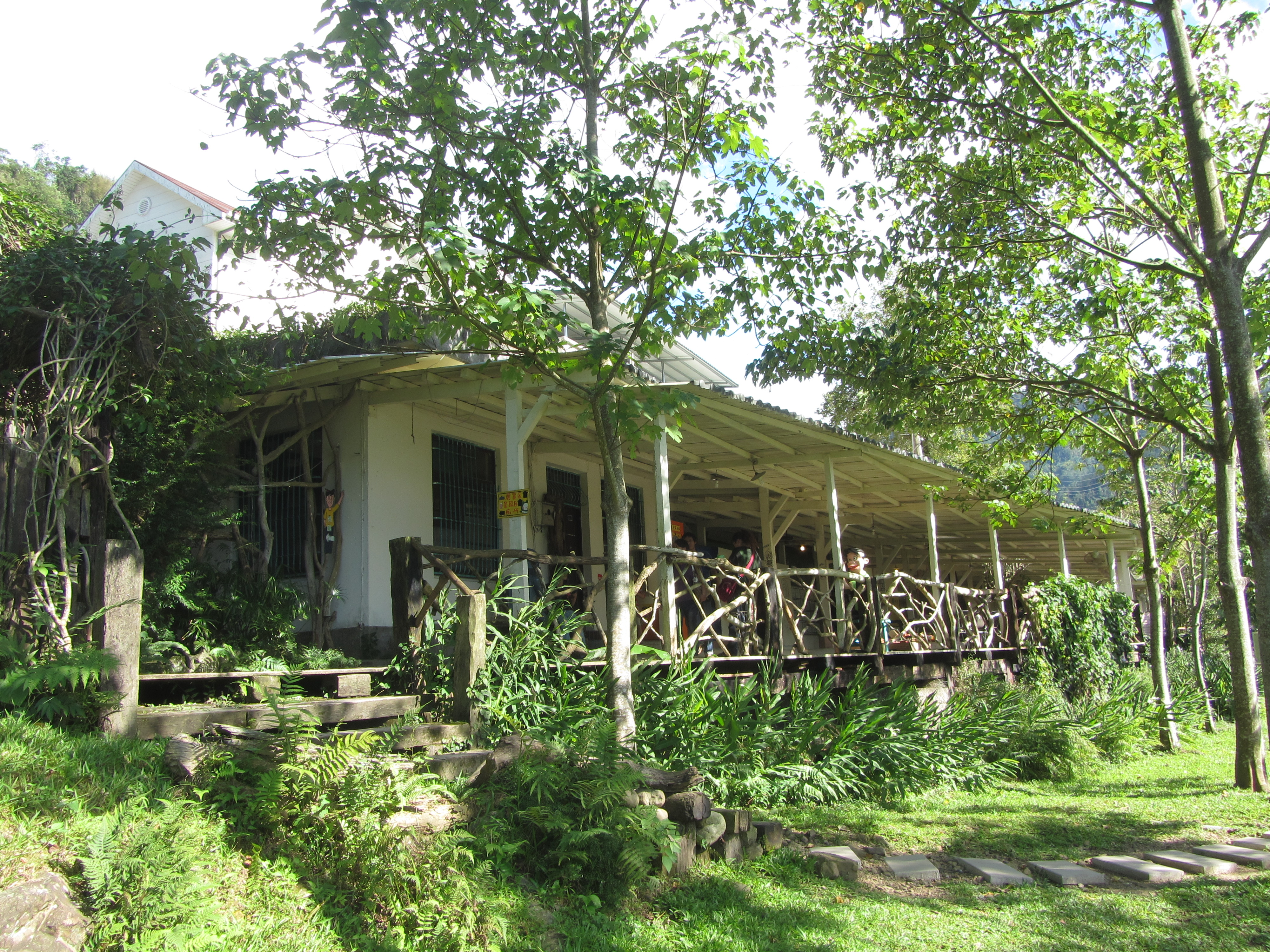
劉興欽漫畫暨發明展覽館.

- 台灣省政府教育廳各級資優班指導教師研習會教授
- 中國兒童天賦潛能發展協會創辦人
- 電視節目《看電視學漫畫》企劃兼主講人
- 1977年 創辦愛愛幼兒美勞中心。
- 1983年 主持中國電視公司兒童節目《我愛卡通》手型創意畫單元。
- 2000年 新竹內灣村使用劉興欽漫畫打造商圈。
- 2003年 劉興欽故事「放牛的發明家」編入國民小學國語課本。
- 2005年 國立交通大學「台灣鄉土民俗畫展」。
- 2007年 卡通動畫「大嬸婆與小聰明」於客家電視台首映。
- 2007年 鐵道兒童創意起飛-台灣馬蓋先劉興欽故事展。
- 2007年 在美國舊金山成立大嬸婆創意學校(Great Auntie Creative School)。
- 2010年 國家圖書館「劉興欽-漫畫、民俗畫、發明展」。
- 2011年 漫畫人物造型授權行政院客家委員會、行政院衛生署及台灣鐵路管理局做代言人。
- 2011年 台灣民俗畫寄藏在國立台灣歷史博物館。
- 2011年 民國百年行政院客家委員會頒布客庄12大節中，七月為「大嬸婆漫畫節」。

## 作品

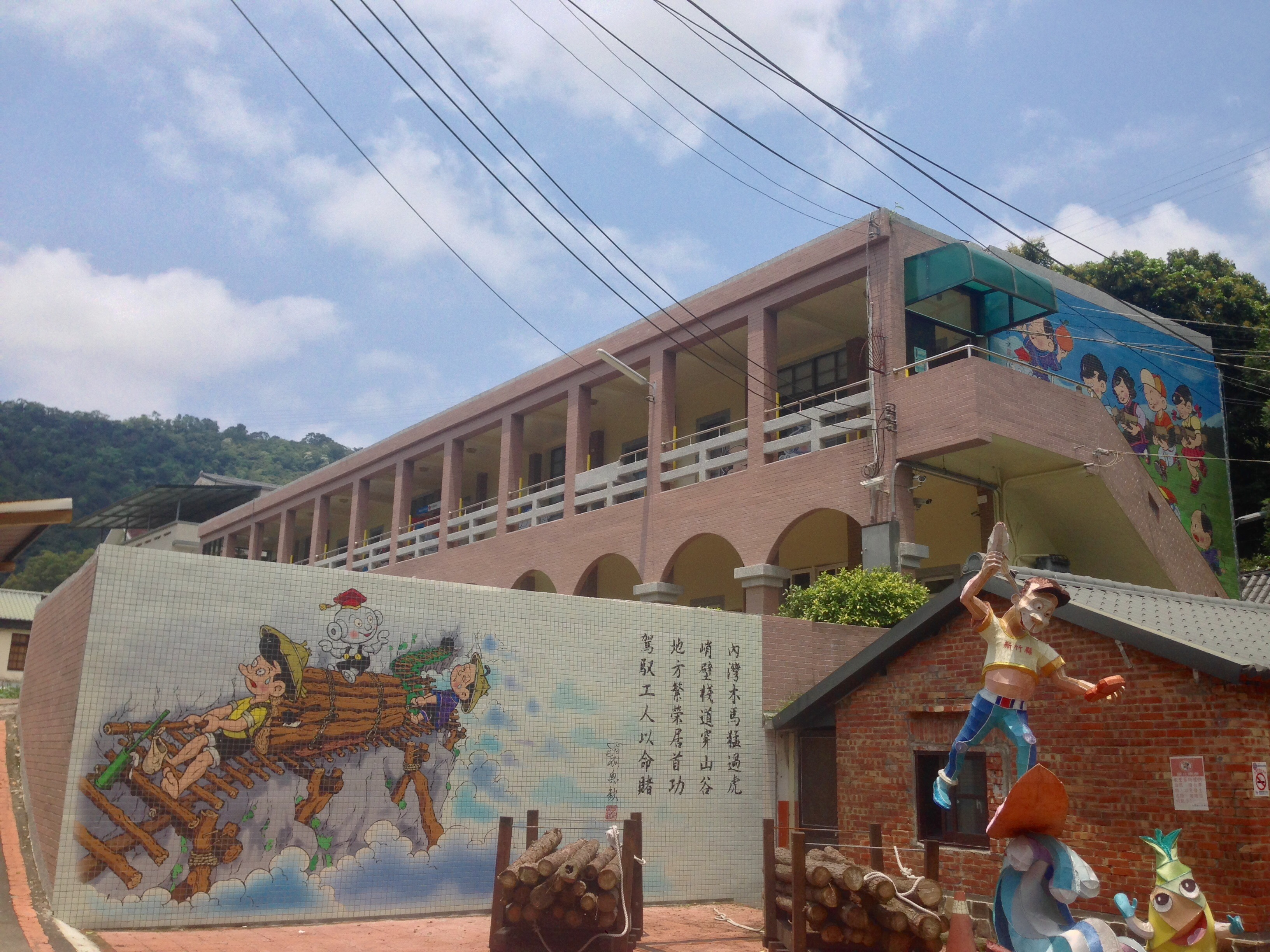
劉興欽漫畫教育館

### 漫畫類
- 《快樂童年》
- 《小聰明系列》
- 《丁老師系列》
- 《阿三哥與大嬸婆》
- 《機器人系列》
- 《小村故事系列》
- 《小貝貝》
- 《無字漫畫》

### 兒童文學類
- 《沒有媽媽的小羌》
- 《小銅笛》
- 《小畫眉學飛》
- 《內灣故事》
- 《大山背故事》
- 《田寮坑故事》
- 《山中茶水天上來》

### 輔助教材纇
- 《認識ㄅㄆㄇ》
- 《幾何型創意畫》
- 《手型創意畫》
- 《A.B.C創意畫》

### 文學類
- 《大山背的野孩子》
- 《厝邊巷尾就是我的人生學校》（與劉永毅合著）

## 得獎

### 藝文類
- 1972年第十三屆文藝獎
- 1992年全國優良連環圖畫第一名及榮譽獎
- 2006年「台灣鄉土民俗圖集」獲「2005年度好書大家讀年度最佳少年兒童讀物獎」
- 2010年第一屆漫畫金像獎「終身成就獎」

### 發明類
- 1974年中華民國第一屆產品設計獎
- 1974年中山技術發明獎
- 1975年第一屆十大傑出發明獎
- 1976年日本國際優良產品入選獎
- 1977年第一屆金頭腦獎
- 1978年日內瓦國際發明展銀、銅獎
- 1980年紐約世界發明博覽會優等獎
- 1980年中山技術發明獎
- 1981年紐倫堡世界發明展金牌獎
- 1982年外銷產品優良設計標誌獎
- 1982年布魯塞爾世界發明展銅牌獎
- 1984年日內瓦國際發明展銅牌獎
- 1988年十大傑出發明人獎

### 總統勉勵
- 1973年當選全國特殊優良教師，獲蔣中正召見。
- 1975年發明語言自學機，獲蔣經國先生親函鼓勵。
- 1991年國際發明獎，獲李登輝先生召見。
- 2003年因對地方建設有功，獲陳水扁先生召見。
- 2008年行政院客家委員會頒發「終身貢獻獎」，獲馬英九先生頒獎勉勵。

## 資料來源
1. ↑  .   [2021-10-30]. （原始内容存档于2021-10-31）.
2. ↑  .   [2021-10-30]. （原始内容存档于2021-11-06）.
3. ↑  諶淑婷 資料提供／楊進士. . 資訊導航.   [2016-06-21]. （原始内容存档于2016-08-12） （中文（中国大陆））.
4. ↑  李禎祥. . 《新台灣新聞週刊》 (台灣: 本土文化事業有限公司). 2007-12-26, (第614期) （中文（臺灣））.
5. ↑  陳長華. . . 台灣: 國立台灣美術館. 2012 （中文（臺灣））.
6. ↑  . 聯合報. 1982-10-06.
7. ↑  .   [2021-10-30]. （原始内容存档于2021-10-31）.
8. ↑  .   [2021-10-31]. （原始内容存档于2021-11-04）.
9. ↑  江家華. . 《中國時報》. 2013-08-03  [2013-12-26]. （原始内容存档于2013-12-26）.
10. ↑  .   [2021-10-31]. （原始内容存档于2021-11-04）.
11. ↑  .   [2018-01-20]. （原始内容存档于2018-01-21）.
12. ↑  .   [2021-10-31]. （原始内容存档于2021-11-04）.
13. ↑  .   [2021-10-30]. （原始内容存档于2021-11-04）.

## 相關
- 劉興欽漫畫暨發明展覽館

## 外部連結
- 劉興欽數位漫畫館（页面存档备份，存于）
- 劉興欽漫畫暨發明館
- 國寶級的漫畫家~劉興欽（页面存档备份，存于）